# Екабниеки
Е́кабниеки (латыш. Jēkabnieki) — населённый пункт в Елгавском крае Латвии. Входит в состав Светской волости. Находится на левом берегу реки Свете. По данным на 2015 год, в населённом пункте проживало 219 человек.

## История
В советское время населённый пункт носил название Аболини и входил в состав Светского сельсовета Елгавского района. В селе располагалась центральная усадьба колхоза им. Кирова.